# Stasimopus quadratimaculatus
Stasimopus quadratimaculatus är en spindelart som beskrevs av William Frederick Purcell 1903. Stasimopus quadratimaculatus ingår i släktet Stasimopus och familjen Ctenizidae. Inga underarter finns listade i Catalogue of Life.